# Кельч
Кельч (чеш. Kelč) — город на крайнем востоке Чехии.

## География
Город Кельч находится на востоке Моравии, в регионе Злинский край. Он лежит по левую сторону Югине, на границе между областями Ганна и Моравской Валахии, в 11 километрах западнее города Валашске-Мезиржичи.

## История
Согласно данным археологии, первые поселения появились в районе Кельча во времена неолита, около 7.000 лет назад. Нынешний же город был основан приблизительно в X веке, первое письменное упоминание о нём относится к 1131 году. Кельч развивался как богатый торговый город, однако в XIV веке феодальные междоусобицы в Моравии и, в особенности, Гуситские войны негативно отразились на его хозяйстве. В XVI столетии город вновь успешно развивался, в нём открывается пивоварня, в 1580 году жители были освобождены от крепостных повинностей по отношению к их сеньору-епископу. Однако во время Тридцатилетней войны Кельч был неоднократно подожжён и разграблен, число жителей в нём уменьшилось до 1/5 части. С окончанием войны состояние упадка продолжалось и в XVIII веке. В 1750 году город был лишён епископом звания города (возвращено оломоуцскими епископами в конце XVIII века). В XIX столетии здесь развивается производство курительных трубок. В настоящее время Кельч в значительной степени живёт за счёт сельского хозяйства.
В Кельче сохранился дворец эпохи Ренессанса, построенный в 80-х годах XVI века. Исторический центр города находится под защитой государства.

## Население
| Год  | Численность | Численность |
| ---- | ----------- | ----------- |
| 1869 | 3320        | [ 5 ]       |
| 1880 | 3593        | [ 5 ]       |
| 1890 | 3504        | [ 5 ]       |
| 1900 | 3282        | [ 5 ]       |
| 1910 | 3277        | [ 5 ]       |
| 1921 | 3063        | [ 5 ]       |
| 1930 | 3048        | [ 5 ]       |
| 1950 | 2775        | [ 5 ]       |
| 1961 | 2820        | [ 5 ]       |
| 1970 | 2625        | [ 5 ]       |
| 1980 | 2479        | [ 5 ]       |
| 1991 | 2599        | [ 5 ]       |
| 2001 | 2581        | [ 5 ]       |
| 2014 | 2653        | [ 6 ]       |
| 2016 | 2675        | [ 7 ]       |
| 2017 | 2664        | [ 8 ]       |
| 2018 | 2678        | [ 9 ]       |
| 2019 | 2689        | [ 10 ]      |
| 2020 | 2706        | [ 11 ]      |
| 2021 | 2699        | [ 12 ]      |
| 2022 | 2655        | [ 13 ]      |
| 2023 | 2706        | [ 14 ]      |
| 2024 | 2686        | [ 3 ]       |